# Seznam zápasů české fotbalové reprezentace 2003
V roce 2003 odehrála česká fotbalová reprezentace celkem 9 mezistátních zápasů, z toho 6 kvalifikačních o ME 2004 a 3 přátelské. Celková bilance byla 8 výher a 1 remíza. Hlavním trenérem byl Karel Brückner.

## Přehled zápasů
| 12. února 2003 přátelský |       |                      |                                                                      |
| Francie                  | 0 – 2 | Česko                | Stade de France, Saint-Denis diváci: 65 000 rozhodčí: Wolfgang Stark |
|                          |       | 7' Grygera 61' Baroš | Stade de France, Saint-Denis diváci: 65 000 rozhodčí: Wolfgang Stark |

| 29. března 2003 kvalifikace ME 2004, skupina 3 |       |            |                                                                |
| Nizozemsko                                     | 1 – 1 | Česko      | De Kuip, Rotterdam diváci: 51 177 rozhodčí: Kim Milton Nielsen |
| van Nistelrooy 45'                             |       | 68' Koller | De Kuip, Rotterdam diváci: 51 177 rozhodčí: Kim Milton Nielsen |

| 2. dubna 2003 kvalifikace ME 2004, skupina 3      |       |          |                                                           |
| Česko                                             | 4 – 0 | Rakousko | Letná, Praha diváci: 17 150 rozhodčí: Antonio Lopez Nieto |
| Nedvěd 19' Koller 32', 62' Jankulovski 56' (pen.) |       |          | Letná, Praha diváci: 17 150 rozhodčí: Antonio Lopez Nieto |

| 30. dubna 2003 přátelský                   |       |         |                                                              |
| Česko                                      | 4 – 0 | Turecko | Na Stínadlech, Teplice diváci: 14 156 rozhodčí: Sandor Szabo |
| Rosický 2' Koller 21' Šmicer 27' Baroš 38' |       |         | Na Stínadlech, Teplice diváci: 14 156 rozhodčí: Sandor Szabo |

| 11. června 2003 kvalifikace ME 2004, skupina 3            |       |           |                                                                     |
| Česko                                                     | 5 – 0 | Moldavsko | Andrův stadion, Olomouc diváci: 12 097 rozhodčí: Kristinn Jakobsson |
| Šmicer 42' Koller 73' (pen.) Štajner 82' Lokvenc 88', 90' |       |           | Andrův stadion, Olomouc diváci: 12 097 rozhodčí: Kristinn Jakobsson |

| 6. září 2003 kvalifikace ME 2004, skupina 3 |       |                                 |                                                                      |
| Bělorusko                                   | 1 – 3 | Česko                           | Dinamo Stadion, Minsk diváci: 8 500 rozhodčí: Thomas Michael McCurry |
| Bulyha 14'                                  |       | 37' Nedvěd 37' Baroš 85' Šmicer | Dinamo Stadion, Minsk diváci: 8 500 rozhodčí: Thomas Michael McCurry |

| 10. září 2003 kvalifikace ME 2004, skupina 3 |       |                   |                                                                      |
| Česko                                        | 3 – 1 | Nizozemsko        | Letná, Praha diváci: 18 356 rozhodčí: Lucilio Cardoso Cortez Batista |
| Koller 15' (pen.) Poborský 38' Baroš 90'     |       | 62' van der Vaart | Letná, Praha diváci: 18 356 rozhodčí: Lucilio Cardoso Cortez Batista |

| 11. října 2003 kvalifikace ME 2004, skupina 3 |       |                                          |                                                                 |
| Rakousko                                      | 2 – 3 | Česko                                    | Ernst Happel, Vídeň diváci: 32 350 rozhodčí: Geogios Kasnafaris |
| Haas 50' Ivanschitz 78'                       |       | 27' Jankulovski 80' Vachoušek 90' Koller | Ernst Happel, Vídeň diváci: 32 350 rozhodčí: Geogios Kasnafaris |

| 12. listopadu 2003 přátelský                                        |       |               |                                                             |
| Česko                                                               | 5 – 1 | Kanada        | Na Stínadlech, Teplice diváci: 8 343 rozhodčí: Leif Sundell |
| Jankulovski 27' (pen.) Heinz 49' Poborský 56' Sionko 63' Skácel 81' |       | 89' Radzinski | Na Stínadlech, Teplice diváci: 8 343 rozhodčí: Leif Sundell |